# Mosca addio
Mosca addio é um filme de drama italiano de 1987 dirigido por Mauro Bolognini. Para este filme, Liv Ullmann foi premiada com David di Donatello para Melhor atriz. É baseado na vida do russo judeu Ida Nudel.

## Elenco
- Liv Ullmann como Ida Nudel
- Daniel Olbrychski como Yuli
- Aurore Clément como Elena
- Saverio Vallone
- Carmen Scarpitta
- Francesca Ciardi
- Nino Fuscagni
- Anna Galiena
- Vittorio Amandola